# Kintoreite
La kintoreite è un minerale appartenente al gruppo della plumbogummite descritto per la prima volta in base ad un ritrovamento avvenuto a Broken Hill, Nuovo Galles del Sud, Australia. È un fosfato di piombo e ferro analogo alla segnitite con il fosforo al posto dell'arsenico ed è analogo alla plumbogummite con il ferro al posto dell'alluminio. Il nome è stato attribuito in relazione alla località di ritrovamento, la miniera a cielo aperto di Kintore. Sono conosciuti i due politipi kintoreite-1c e kintoreite-2c precedentemente considerati specie a sé stanti.

## Morfologia
La kintoreite è stata scoperta sotto forma di aggregati ed incrostazioni formati da cristalli romboedrici di colore verde giallastro grandi fino a 2 mm. È stata trovata anche come croste globuliformi ed emisferi di colore verde giallastro e lucentezza untuosa poste sopra altri minerali fosfatici.

## Origine e giacitura
La kintoreite è stata scoperta nella zona di ossidazione di un giacimento di piombo-zinco associata a piromorfite, libethenite, rockbridgeite, dufrénite, apatite e goethite. Si è originata durante la fase di ossidazione di un giacimento primario ricco di galena in presenza di soluzioni con un rapporto fosforo/(arsenico + zolfo) alto.